# Karol Siwak
Karol Siwak (ur. 29 sierpnia 1997 w Legnicy) – polski piłkarz ręczny, lewoskrzydłowy, zawodnik Siódemki Miedź Legnica.

## Kariera sportowa
Wychowanek Siódemki Miedzi Legnica. Następnie zawodnik Gwardii Opole. W Superlidze zadebiutował 4 października 2015 w przegranym meczu z Azotami-Puławy (22:33), natomiast dwie pierwsze bramki w najwyższej klasie rozgrywkowej rzucił 7 maja 2016 w wygranym spotkaniu ze Śląskiem Wrocław (38:26). Sezon 2015/2016 zakończył z czterema występami i dwoma golami w lidze na koncie; ponadto zagrał w jednym meczu Pucharu Polski (przeciwko Vive Kielce).
W sezonie 2016/2017 stał się podstawowym zawodnikiem Gwardii Opole – w Superlidze rozegrał 31 meczów i rzucił 115 bramek. W sezonie 2017/2018 rozegrał w lidze 34 spotkania i zdobył 82 gole, a ponadto wystąpił w czterech meczach Pucharu EHF, w których rzucił 10 bramek. W sezonie 2018/2019 rozegrał w lidze 25 spotkań i zdobył 53 gole, natomiast w Pucharze EHF zaliczył dwa mecze, w których rzucił cztery bramki.
W 2016 uczestniczył w mistrzostwach Europy U-20 w Danii, podczas których rozegrał siedem meczów i zdobył 15 goli. W 2017 wziął udział w turnieju eliminacyjnym do mistrzostw świata U-21, w którym wystąpił w trzech spotkaniach i rzucił pięć bramek.
W czerwcu 2016 zadebiutował w reprezentacji Polski B, grając w dwumeczu towarzyskim z Hiszpanią B, w którym zdobył jednego gola (21:24, 25:31).

## Statystyki
| Gwardia Opole                   | 2015/2016 | Superliga | 4  | 2   | 0,5 |
| Gwardia Opole                   | 2016/2017 | Superliga | 31 | 115 | 3,7 |
| Gwardia Opole                   | 2017/2018 | Superliga | 34 | 82  | 2,4 |
| Gwardia Opole                   | 2018/2019 | Superliga | 25 | 53  | 2,1 |
| Gwardia Opole                   | Razem     | Razem     | 94 | 252 | 2,7 |
| Stan na koniec sezonu 2018/2019 |           |           |    |     |     |